# Henri Matter
Marie Henri Matter (* 16. Juli 1901 in Colmar; † 30. Mai 1983 in Paris) war ein französischer Schwimmer.

## Karriere
Matter nahm 1920 an den Olympischen Spielen in Antwerpen teil. Hier scheiterte er im Wettbewerb über 100 m Rücken als Fünfter seines Vorlaufs an der Finalqualifikation.